# Хогезанд-Саппемер

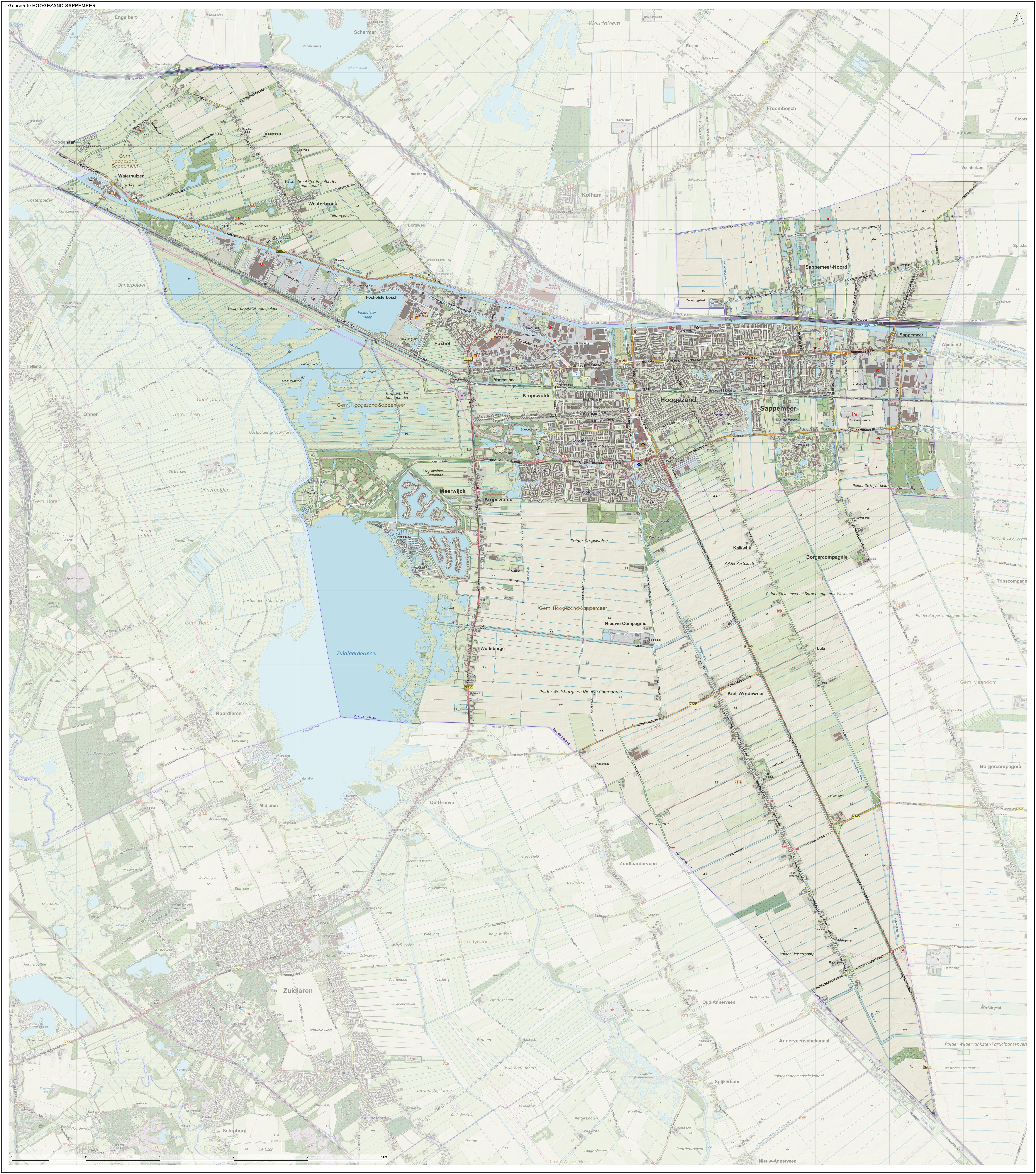
Топографічна карта муніципалітету Хогезанд-Саппемер, вересень 2017 року

Хогезанд-Саппемер (нід. Hoogezand-Sappemeer) — колишня громада на півночі Нідерландів, у провінції Гронінген. Громада займала площу 73,05 км² (з яких 5,05 км² води).

## Історія
Громада Хогезанд-Саппемер спочатку була частиною району Горехт, що підпорядковувався місту Гронінген. На той час села Вестербрук і Кропсвольде вже були керспеленами в районі Горехт, решта території громади складалася з пусток.
У XVII ст почалася меліорація торфовищ, у провінції Гронінген. Під час цієї меліорації виникли села (і громади) Хогезанд і Саппемер. Саппемер спочатку був важливішим поселенням, але згодом виросло значення Хогезанду.
1 квітня 1949 року в результаті злиття двох сіл було створено громаду Хогезанд-Саппемер. 1 січня 2018 року Хогезанд-Саппемер об'єднався з громадами Слохтерен і Ментерволде, утворивши об'єднаний муніципалітет Мідден-Гронінген.

## Політика

### Місцева рада
Нижче наведено склад міської ради з 1998 по 2018 рік:
| Місця міської ради              | Місця міської ради | Місця міської ради | Місця міської ради | Місця міської ради | Місця міської ради |
| Партія                          | 1998 рік           | 2002 рік           | 2006 рік           | 2010 рік           | 2014 рік           |
| ------------------------------- | ------------------ | ------------------ | ------------------ | ------------------ | ------------------ |
| Соціалістична партія            | 1                  | -                  | -                  | -                  | 5                  |
| PvdA                            | 7                  | 6                  | 11                 | 8                  | 3                  |
| VVD                             | 3                  | 4                  | 2                  | 3                  | 3                  |
| HS Central!                     | -                  | -                  | -                  | -                  | 3                  |
| D66                             | 1                  | -                  | -                  | 2                  | 3                  |
| Roodgewoon                      | -                  | 1                  | 1                  | 2                  | 2                  |
| GroenLinks                      | 2                  | 3                  | 3                  | 2                  | 2                  |
| Християнський союз              | 1                  | 1                  | 1                  | 2                  | 1                  |
| CDA                             | 3                  | 2                  | 2                  | 2                  | 1                  |
| LocalCentral                    | 3                  | 4                  | 2                  | 2                  | -                  |
| Progressief Hoogezand-Sappemeer | 2                  | 2                  | 1                  | -                  | -                  |
| Всього                          | 23                 | 23                 | 23                 | 23                 | 23                 |

### Керівництво ради
До складу колегії міського голови та депутатів протягом 2014—2018 років входили
- Пітер де Йонге (PvdA) — в.о. мера
- Петер Вершурен (SP) — радник з питань соціального майна та децентралізації, заступник мера
- Хосе ван Ши (PvdA) — радник з просторового планування та спорту
- Оетра Гопал (GroenLinks) — радник з питань мистецтва, культури та молодіжної політики
- Марко Метшер (Християнський союз) — радник з питань фінансів і громадського простору
- Ерік Дрент (CDA) — радник з питань освіти та економіки